# Apócrifo de Santiago

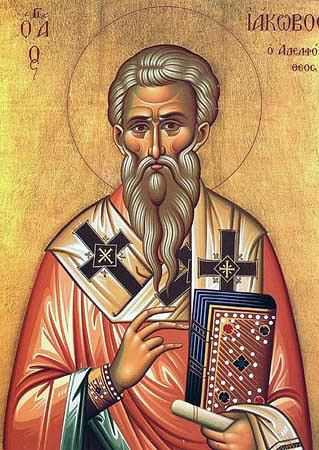
Icono de estilo neo-bizantino de Santiago el Justo.

El Libro Secreto de Santiago o Apócrifo de Santiago (NHC I, 1-16) está ubicado dentro de los Evangelios Apócrifos cristianos de Nag Hammadi, relativos a las enseñanzas de Cristo, descartados mediante la conformación del Canon del Nuevo Testamento. Está conservado en una sola copia copta encontrada en el Códice I de Nag Hammadi. Parece independiente de los textos canónicos, y fue escrito probablemente en la primera mitad del siglo II.
Este texto es uno de tres de este códice que no tienen título (los otros dos son El Evangelio de la Verdad y El Tratado Tripartito). En casos como éste, en los que el título antiguo no ha sobrevivido, cualquier título moderno debe reflejar las prioridades del texto. Debido a que nuestro texto se presenta en forma de una carta (1,1-2,4) que recoge cierta enseñanza confidencial de Jesús, su título actual es apropiado. 
Es el segundo texto de su códice, aunque empieza con la primera página del códice, por cuanto la oración del apóstol Pablo que le precede está escrita sobre la portada del códice. Es seguido por el Evangelio de la Verdad, el Tratado de la Resurrección, y el Tratado Tripartito.

## Aspectos literarios generales
Está escrito en sub-akhmímico, un dialecto del copto, pero según los especialistas la lengua original de composición fue el griego helenístico. La traducción podría haber tenido lugar a principios del siglo IV de nuestra era. Desafortunadamente, el manuscrito está en un mal estado, lleno de las lagunas, especialmente en la parte superior de las hojas, y particularmente en las primeras cuatro páginas.
En relación con su fecha de composición, El Libro Secreto de Santiago puede haberse escrito a mediados del siglo II, por cuanto combina el tono polémico de ciertos fragmentos contra la iglesia ortodoxa institucionalizada y un tono más pacífico en su conjunto. Predomina el aspecto no amenazador del texto, y presupone la tensión pero no la ruptura abierta con la iglesia establecida.
Pudiera haberse escrito en Alejandría o, en todo caso, habría circulado por allí. Las pruebas internas orientan a Egipto como lugar de procedencia. Los orígenes de los dichos de Jesús utilizados podrían ser del siglo I.
Está claro que los destinatarios del tratado se distinguen de la iglesia cristiana oficial. Probablemente rechazan la doctrina de la expiación; hacen caso omiso de la segunda venida de Cristo y de la resurrección general. Esperan ascender, en el alma o el espíritu, al reino del cielo. Esto, junto con la abundante terminología típicamente gnóstica, ha llevado a la mayoría de los investigadores a concluir que el trabajo es cristiano gnóstico, aunque carece del influjo valentiniano o de otras teologías gnósticas conocidas. La especial aparición post-resurrección de Jesús, y el recurso a Santiago como origen de una tradición confidencial auténtica, son medios que los gnósticos usan a menudo para legitimar su mensaje.

## Género literario, secciones y contenido
En relación con el género, como se indicó arriba, el Libro Secreto de Santiago comienza como una carta. La aseveración de que este texto es en realidad una carta enviada por Santiago está muy desarrollada: afirma ser el segundo texto enviado por Santiago, y haber sido escrito originalmente en hebreo. El receptor debe tener cuidado para asegurarse que solamente sea divulgado entre los respetables (1,20-25): este tipo de advertencia es una característica común de los textos esotéricos.
Hay cambios repentinos y contradicciones muy importantes entre secciones. Los dichos, las profecías, las parábolas y las reglas para la comunidad atribuidas a Jesús, están insertados en la descripción de una segunda aparición post-resurrección, a continuación de la carta nombrada. La referencia a la escritura en hebreo y a la carta previa son los detalles más probables aportados por el escritor simplemente para crear la atmósfera. El diálogo entre Jesús y sus discípulos parece ser una técnica literaria secundaria. Otra parte del Libro Secreto de Santiago puede haber sido una adición: el primero y más largo de los discursos, de dos páginas, que es una exhortación al martirio. Su estilo distintivo y el tema indican que podría tratarse de una interpolación posterior.
Tres teorías, todas ellas plausibles, han sido presentadas para explicar estas secciones del libro. La primera plantea la existencia de una carta (1, 1-7) a la que sigue un libro de revelación originalmente distinto. La unión de las dos secciones sería obra de un redactor que, en el proceso de edición, adornó el material resaltando el papel de Santiago. Otra considera los pasajes sobre martirio (4, 1-5, 6) y profecía (6, 1-4) como adiciones secundarias; su omisión deja un documento posiblemente más temprano constatando en él dichos más breves. Una tercera teoría ve el documento como trabajo de un escritor. Para todos, el segmento de carta y el libro de revelación usan una gramática especial infrecuente: la bienaventuranza con el verbo en futuro (1, 4; 7, 3; 8, 3. 9). Sin embargo, esto también podía ser el trabajo de un redactor que intentaba poner en armonía las dos secciones.
El resultado más importante de los estudios es la conclusión de que los dichos que la tradición conservó en este documento son independientes de los evangelios canónicos. El Libro Secreto de Santiago está basado en una colección temprana de dichos, según se puede inferir de algunas pistas: la referencia al recuerdo de los dichos de Jesús destaca cuando la tradición oral todavía era fuerte, la referencia a la «producción del escriba» indica que aún no había un canon establecido de literatura evangélica, el análisis de los dichos individuales indica que son independientes del Nuevo Testamento, y la referencia a Santiago muestra que el documento viene de un tiempo en que los relatos sobre Jesús estaban relacionadas con la competencia autoritativa bajo los nombres de discípulos individuales de Jesús. 
Alrededor de 2, 4 (hay un daño considerable en las líneas que preceden a 2, 4 así que uno no puede saber con seguridad exactamente dónde comienza el episodio) el escenario está preparado para el diálogo de revelación que abarca el resto de la carta. Describe una escena pintoresca: los doce discípulos se encuentran juntos después de la crucifixión de Jesús, escribiendo todo lo que pueden recordar de sus enseñanzas. (Notamos de paso que son los 12 discípulos quienes están comprometidos en esta actividad, y que están grabando tanto las enseñanzas públicas como las instrucciones confidenciales: nuestro texto está, por lo tanto, dando autoridad apostólica a la existencia de abundantes evangelios. También es importante anotar que la referencia a 12 discípulos obvia la supuesta desaparición de Judas Iscariote después de la traición). 
El texto ratifica eso al aumentar la enseñanza de Cristo a los discípulos: llama a Pedro y Santiago a su lado y les da las enseñanzas confidenciales durante 550 días. Hace hincapié en la importancia de llenarse de espíritu (4,19), y también ratifica la necesidad del sufrimiento. Sufriendo, uno gana el amor del Padre y se hace igual, o incluso mejor que Cristo (6,19-20). En respuesta a una cuestión de Santiago, Cristo declara que la época de la profecía ha terminado (6, 29-30): uno debe tener el conocimiento para recibir el reino de los cielos (8,26-27).
Un tema importante en esta revelación es la necesidad de independencia; que los discípulos simplemente no deben depender de Cristo, sino que deben tomar la iniciativa ellos mismos. En un pasaje conmovedor, Cristo reprende a aquellos que han permanecido callados cuando debían haber hablado, o se han dormido cuando debían haber estado despiertos (9,18-10,6).
Desde el principio hasta el fin, Cristo habla en parábolas, usando imágenes metafóricas evocadoras de los discursos conservados en textos tales como los evangelios canónicos y el evangelio de Tomás. Termina el cuerpo principal de su disertación con tres ideas más fuertes: el reino de los cielos es como un grano de cereal, madura y llena el campo con más granos (12, 22-30), uno debe tener cuidado para que el orgullo no lo convierte en un desierto (13, 17-23), y la actividad de Cristo se compara con la construcción de una casa (13, 2-8).
Cuando termina la disertación, Pedro se queja de la ambigüedad de estas enseñanzas (13, 27-36), y es reprendido enérgicamente (13,36-14,19). Se hace hincapié otra vez en la independencia del fiel creyente: ni el Padre puede echar del reino a alguien que ha recibido la vida y creído (14,15-19).
Después de la insistencia a Santiago y Pedro en que presten atención a lo que lo aguarda, Cristo se va. Santiago y Pedro, arrodillándose, envían sus corazones tras él y perciben guerras y gran agitación (15, 6-13). Sus mentes continúan el ascenso, y perciben coros celestiales y regocijo (15, 14-23). Pero la subida de sus espíritus es interrumpida por la llegada de los otros discípulos (14, 23-34). Cristo (14,41-15,3) bendice a uno que viene después de los discípulos (quizás hace referencia al círculo propio del escritor). Este punto se remarca cuando al final del texto Santiago declara su esperanza en que aquellos a quienes ilustra se pondrán en su camino (16, 8-19).

## Estilo y teología
Este texto, a decir de algunos estudiosos del tema, es fascinante por su estilo y su teología. Por una parte, sus parábolas y su uso frecuente de bendiciones e infortunios hacen que las enseñanzas que contiene parezcan familiares para alguien con conocimiento de los evangelios canónicos. Por otro lado, cuando se revisan más atentamente, esas enseñanzas se revelan como no comunes. Las exhortaciones repetidas no tienen precedentes, son independientes de Cristo, y hay pistas de un desarrollo soteriológico gnóstico subyacente al texto. Por ejemplo, en 8, 36 Cristo dice a Santiago que lo siga, y que ya le ha enseñado qué decir cuando enfrente a los arcontes, una enseñanza con la que el escritor del texto obviamente supone que sus lectores están familiarizados.
La representación de Pedro y Santiago es diferente. Mientras los dos son declarados aptos para recibir las enseñanzas confidenciales, en algún punto Jesús se dirige únicamente a Santiago (por ejemplo, en 8, 36 ya citado). Además, mientras que las exclamaciones de Santiago sirven para avanzar la disertación, las de Pedro solamente muestran su incapacidad de comprender las enseñanzas paradójicas de Cristo. Pedro, como sucede frecuentemente en los textos gnósticos, representa aquí la iglesia ortodoxa, y en su tratamiento de Pedro nuestro escritor participa en una polémica contra esa institución. Esta polémica no es tan agresiva como en otros textos (como El Segundo Tratado del Gran Set); Pedro es segundo solamente en relación con Santiago entre todos los discípulos. No obstante, es segundo: Santiago es el privilegiado, tanto como que es el narrador aparente de todo el escrito.